# Oyabe
Oyabe (Japans: 小矢部市, Oyabe-shi) is een stad in de prefectuur Toyama op het eiland Honshu in Japan. De stad heeft een oppervlakte van 134,11 km² en eind 2008 ruim 32.000 inwoners.

## Geschiedenis
Oyabe werd op 1 augustus 1962 een stad (shi).
Op 25 maart 2007 werd de stad getroffen door de Noto schiereiland aardbeving, een beving met een kracht van 6,9 op de schaal van Richter.

## Verkeer
Oyabe ligt aan de Hokuriku-hoofdlijn van de West Japan Railway Company.
Oyabe ligt aan de Hokuriku-autosnelweg, de Nōetsu-autoweg en aan de nationale autowegen 8, 359 en 471.

## Geboren in Oyabe
- Ryuzo Sejima (瀬島龍三, Ryūzō Sejima), militair en bestuurder van de Azië Universiteit (亜細亜大学, Ajia Daigaku) in Japan
- Hiroshi Hase (馳 浩, Hase Hiroshi), worstelaar

## Aangrenzende steden
- Kanazawa
- Nanto
- Takaoka
- Tonami